# Європейська організація з якості
Європейська організація з контролю якості (ЄОКЯ). (EOQ) (англ. European Organization for Quality)
EOQ — це неурядове об'єднання національних організацій з якості з європейських країн. Вона заснована в 1956 році. Нині до її складу входять організації з 31 країни, включаючи Україну. Повним членом EOQ від України є УАЯ. Як асоційовані члени в EOQ входять організації і професіонали з якості з усього світу.
Вищим керівним органом EOQ є Генеральна асамблея ЕОКЯ. Засідання Генеральної асамблеї проводяться 2 рази на рік. Крім вирішення офіційних питань, участь у Генеральних асамблеях EOQ дає змогу встановити ділові контакти з іншими організаціями — членами EOQ, скоординувати з ними свою діяльність.
Основне завдання діяльності EOQ — сприяння обміну інформацією та досвідом з теорії і практики якості з метою зростання конкурентоспроможності європейської економічної системи. Особлива увага при цьому приділяється потребам малих і середніх підприємств. Також важливою метою є забезпечення зростання якості в освіті та громадських послугах.
У своїй діяльності EOQ співпрацює з багатьма національними та міжнародними організаціями з якості. Серед них — Міжнародна організація зі стандартизації (ISO), Американське Товариство з управління якістю (ASQC), Європейський Фонд управління якістю (EFQM), Європейська Організація з випробувань та сертифікації (ЄАНТК). Серед цього ряду особливо виділяється EFQM — об'єднання провідних європейських фірм, створене з метою вивчення питань управління якістю. Також EOQ тісно співпрацює з Міжнародною Асоціацією якості (МАК «СовАсК»).